# Grand Place (Haïti)
 (signalé en mai 2025).
Si vous disposez d'ouvrages ou d'articles de référence ou si vous connaissez des sites web de qualité traitant du thème abordé ici, merci de compléter l'article en donnant les références utiles à sa vérifiabilité et en les liant à la section « Notes et références ».
- Archive Wikiwix
- Bing
- Cairn
- DuckDuckGo
- E. Universalis
- Gallica
- Google
- G. Books
- G. News
- G. Scholar
- Persée
- Qwant
- (zh) Baidu
- (ru) Yandex
- (wd) trouver des œuvres sur Wikidata

Cet article concerne le village de Haïti. Pour le village de La Réunion, voir Grand Place.
Pour les articles homonymes, voir Grand-Place (homonymie).
Grand Place est un village situé sur la Péninsule de Tiburon en Haïti. Il est situé au bord de la rivière de Cavaillon à environ 3 km en aval de la ville de Cavaillon, à 30 m d'altitude, au bord d'une chaîne de collines. Le village fait partie de la commune de Cavaillon dans l'arrondissement d'Aquin du département du Sud.